# Retanilla trinervia
Retanilla trinervia (conocida con los nombres comunes tebo, tevo, trevo o trevu)  es una especie de planta actinorrícica dentro de la familia Rhamnaceae. 

## Descripción
Es una especie dicotiledónea de la altura de un arbusto o árbol pequeño, de 2 a 3 metros de altura. Tiene hojas caedizas y espinosas; su tallo verde le permite la asimilación de clorofila cuando se encuentra sin hojas. Sus flores son amarillentas y aparecen solitarias o en fascículos de hasta seis unidades. Florece entre septiembre y diciembre. Su fruto es una drupa ovoide de 5 mm de diámetro. Su corteza se usa en medicina popular para tratar quemaduras.
R. trinervia destaca por su capacidad para fijar nitrógeno a través de la simbiosis de raíces de actinomicetos y de las gruesas cubiertas de las semillas que se agrietan y germinan después de un incendio.

## Hábitat
Esta especie se encuentra principalmente en los bosques costeros y en matorrales áridos de Chile. Se encuentran ejemplos de ocurrencias en las montañas de la zona central de Chile, entre las regiones de Coquimbo y O'Higgins. Por ejemplo, se presenta en el Parque Nacional La Campana en asociación con Acacia caven y Jubaea chilensis.Se encuentra desde el nivel del mar hasta elevaciones superiores a los 1500 m s. n. m., y es particularmente característica de hábitats perturbados.